# Gabelhalsflasche

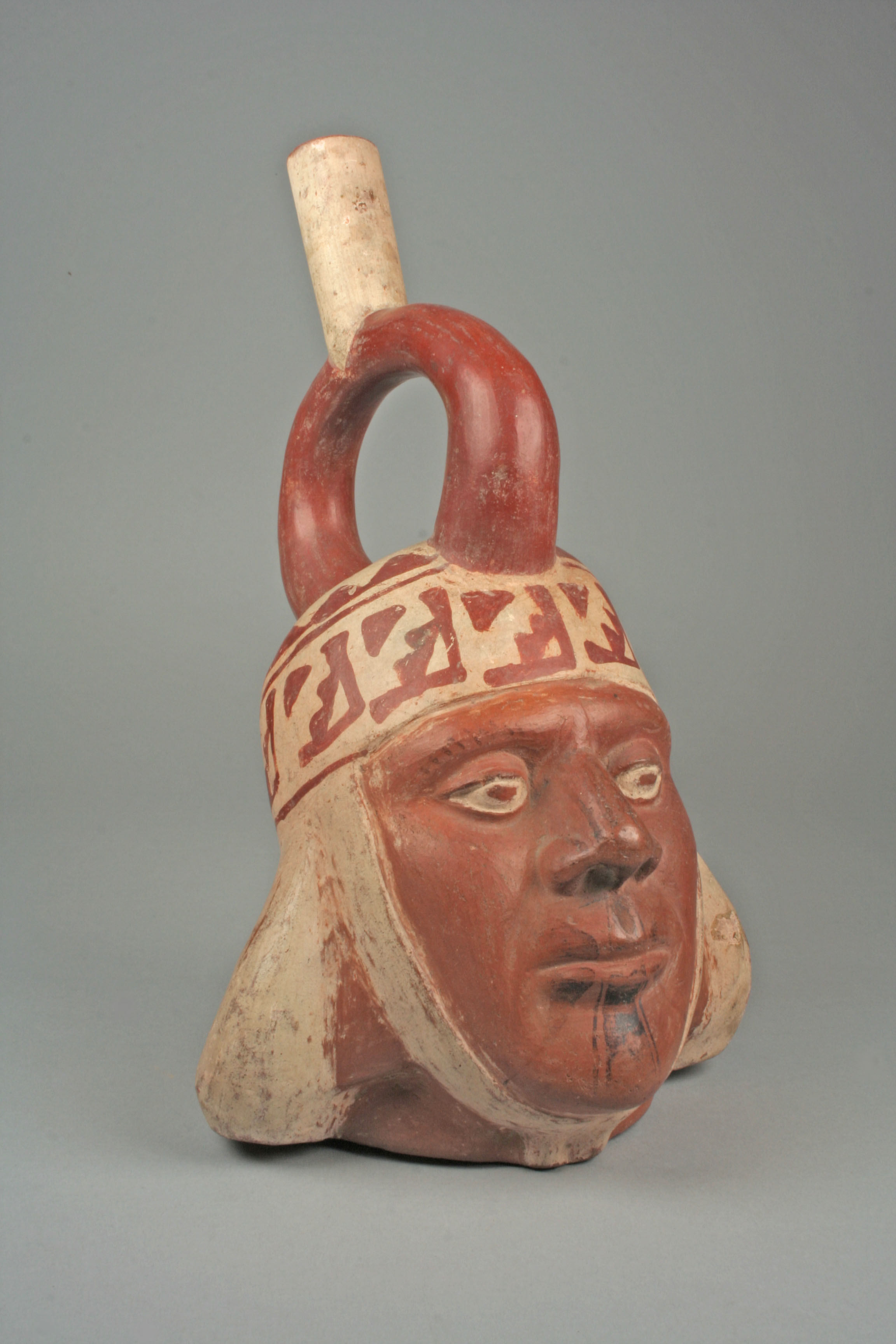
Porträtgefäß der Moche-Kultur, 300–600

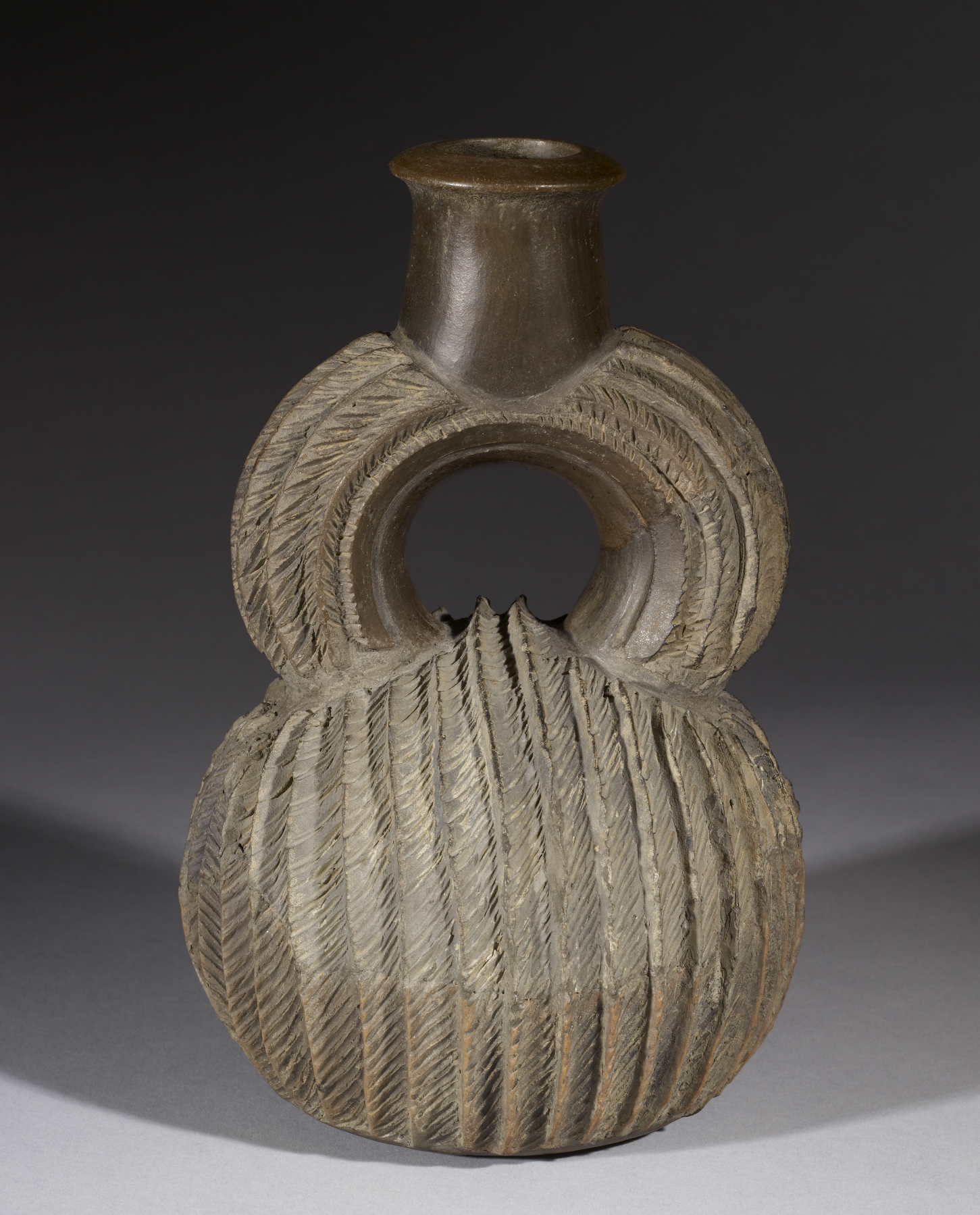
Gabelhalsflasche der Chavín-Kultur, 900–200 v. u. Z.

Als Gabelhalsflasche bezeichnet man in der Archäologie ein flaschenartiges Gefäß aus Keramik mit einem charakteristischen Ausguss, der wie eine zweizinkige Gabel geformt ist. Dieser dient auch als hohler Henkel. Es ist die typische Form von Ritualgefäßen im zentralen Andenraum, die über rund 2500 Jahre von vor 1000 v. u. Z. bis zur Kolonialzeit hergestellt wurden. Da die Form des hohlen Henkels auch einem Steigbügel gleicht, wird der Behälter auch als Steigbügelgefäß (spanisch botella de pico de estribo, englisch stirrup spout vessel) bezeichnet. Die Forschung nimmt an, dass sie mit chicha, einer Art Maisbier gefüllt waren.

## Gabelhalsflaschen der Moche
Die Gefäße der Moche-Kultur wurden sowohl als Massenware als auch als feine Einzelstücke angefertigt. Die frühesten Exemplare waren handmodelliert, während um die Mitte des ersten Jahrtausends gebrannte Modeln als Form für Serienanfertigungen dienten, die aber oft individuell bemalt wurden. Herausragend waren die meist 40 bis 50 Zentimeter hohen Gabelhalsflaschen, die nicht für den häuslichen Gebrauch bestimmt waren. Sie haben plastische Dekorationen oder sind vollplastisch in Form von Figuren- und Porträtgefäßen gestaltet. Abgebildet wurden Pflanzen, Tiere, Mischwesen, Menschen oder auch Objekte wie Gebäude. Zu den szenischen Darstellungen gehören erotische Abbildungen von Sexualpraktiken. Die Gefäße der jüngeren Phasen der Kultur zeigen aber auch feine Strichbemalungen mit oder anstelle von plastischen Dekorationen. Details der Bemalung wurden manchmal nach dem Brennen aufgetragen.
Die naturgetreuen Porträtdarstellungen der Kultur der Moche sind in Altamerika einzigartig. Die Gefäße wurden nach vermutlich zeremonieller Verwendung den Gräbern der Oberschicht beigegeben. Sie stellten jedoch nicht die Begrabenen dar. Das Bildnis „Cut Lips“ (übersetzt Narbenlippe) wurde um das Jahr 500 auf mehr als vierzig verschiedenen Gabelhalsflaschen dargestellt.

## Gabelhalsflaschen anderer Kulturen
Ältere Gabelhalsflaschen wurden in der Cupisnique- (1200–500) bzw. in der Chavín-Kultur (900–200 v. u. Z.) angefertigt, zu den jüngsten gehören die der Chimú-Kultur (1250–1470).

## Belege
1. 1 2  Glossar: Gabelhalsflasche. In: Antje Gunsenheimer, Ute Schüren: Neue Fischer Weltgeschichte. Band 16. Amerika vor der europäischen Eroberung. Frankfurt am Main 2016. ISBN 978-3-10-010846-3.
2. 1 2 3 4  Joanne Pillsbury: Porträtgefäße. In: Werner Rutishauser (Hrsg.):  Moche. 1000 Jahre vor den Inka. München 2023.
3. ↑  Moche-Keramikdarstellungen und ihre Interpretation. In: Antje Gunsenheimer, Ute Schüren: Neue Fischer Weltgeschichte. Band 16. Amerika vor der europäischen Eroberung. Frankfurt am Main 2016. ISBN 978-3-10-010846-3. S. 324, 328.
4. ↑  Joanne Pillsbury: Gabelhalsflasche in Form eines Porträtkopfs (sog. Cut Lip). In: Werner Rutishauser (Hrsg.): Moche. 1000 Jahre vor den Inka. München 2023. S. 36 f.